# Provincia Samut Prakan
Samut Prakan (în thailandeză สมุทรปราการ) este o provincie (changwat) din Thailanda. Situată în regiunea de Centru, provincia Samut Prakan are în componența sa 6 districte (amphoe), 50 de sub-districte (tambon) și 396 de sate (muban). 
Cu o populație de 1.149.131 de locuitori și o suprafață totală de 1.004,1 km2, Samut Prakan este a 15-a provincie din Thailanda ca mărime după numărul populației și a 70-a după mărimea suprafeței.